# 1957 (szám)
Az 1957 (római számmal: MCMLVII) az 1956 és 1958 között található természetes szám.

## A matematikában
A tízes számrendszerbeli 1957-es a kettes számrendszerben 11110100101, a nyolcas számrendszerben 3645, a tizenhatos számrendszerben 7A5 alakban írható fel.
Az 1957 páratlan szám, összetett szám, félprím. Kanonikus alakja 191 · 1031, normálalakban az 1,957 · 103 szorzattal írható fel. Négy osztója van a természetes számok halmazán, ezek növekvő sorrendben: 1, 19, 103 és 1957.
Az 1957 ötvenhárom szám valódiosztóösszeg-függvényeként áll elő, ezek közül legkisebb a 9755.